# Оскар (66-та церемонія вручення)
66-та церемонія вручення нагород премії «Оскар» Академії кінематографічних мистецтв і наук за досягнення в галузі кінематографа за 1993 рік  відбулася 21 березня 1994 року в Лос-Анджелесі, штат Каліфорнія, США.

## Переможці та номінанти
Переможці вказуються першими, виділяються жирним шрифтом та відмічені знаком «★».
| Найкращий фільм | Найкраща режисерська робота |
| --- | --- |
| - «Список Шиндлера» – Стівен Спілберг, Джеральд Молен, Бранко Лустіг ★ - «В ім'я батька» – Джим Шерідан - «Наприкінці дня» – Джон Келлі, Майк Ніколс, Ісмаїл Мерчант - «Утікач» – Арнольд Копельсон - «Фортепіано» – Ян Чепмен | - Стівен Спілберг – «Список Шиндлера» ★ - Джеймс Айворі – «Наприкінці дня» - Джейн Кемпіон – «Фортепіано» - Роберт Альтман – «Короткі історії» - Джим Шерідан – «В ім'я батька» |
| Найкраща чоловіча роль | Найкраща жіноча роль |
| - Том Генкс – «Філадельфія» за роль Ендрю Беккета ★ - Деніел Дей-Льюїс – «В ім'я батька» за роль Джеррі Конлона - Ентоні Гопкінс – «Наприкінці дня» за роль Джеймса Стівенса - Ліам Нісон – «Список Шиндлера» за роль Оскара Шиндлера - Лоренс Фішберн – «Яке відношення до цього має любов» за роль Айка Тернера                                                                                            | - Голлі Гантер – «Фортепіано» за роль Ади МакГрат ★ - Анджела Бассетт – «Яке відношення до цього має любов» за роль Тіни Тернер - Емма Томпсон – «Наприкінці дня» за роль Сари «Саллі» Кентон - Стокард Ченнінґ – «Шість ступенів розлуки» за роль Інгери Маккейб Елліотт - Дебра Вінгер – «Тіньові землі» за роль Джой Девідмен |
| Найкраща чоловіча роль другого плану | Найкраща жіноча роль другого плану |
| - Томмі Лі Джонс – «Утікач» за роль маршала США Семюела Джерарда ★ - Джон Малкович – «На лінії вогню» за роль Мітча Лірі - Леонардо Ді Капріо – «Що гнітить Гілберта Грейпа» за роль Арні Грейпа - Піт Поселтвейт – «В ім'я батька» за роль Джузеппе Конлона - Рейф Файнз – «Список Шиндлера» за роль Амона Гета                                                                                             | - Анна Паквін – «Фортепіано» за роль Флори Макграт ★ - Вайнона Райдер – «Епоха невинності» за роль Мей Велленд - Голлі Гантер – «Фірма» за роль Тамари «Теммі» Хемфілл - Емма Томпсон – «В ім'я батька» за роль Гарети Пірс - Розі Перес – «Безстрашний» за роль Карли Родріго |
| Найкращий оригінальний сценарій | Найкращий адаптований сценарій |
| - «Фортепіано» – Джейн Кемпіон ★ - «Несплячі в Сієтлі» – Нора Ефрон, Девід С. Уорд, Джефф Арч - «Філадельфія» – Рон Нісвенер - «Дейв» – Гарі Росс - «На лінії вогню» – Джефф Магуайр | - «Список Шиндлера» – Стівен Заіллян за однойменним романом Томаса Кініллі ★ - «В ім'я батька» – Джим Шерідан, Террі Джордж за автобіографічним романом «Виявився невинним» Джеррі Конлона - «Наприкінці дня» – Рут Правер Джабвала за однойменним романом Ішіґуро Кадзуо - «Епоха невинності» – Мартін Скорсезе, Джей Кокс за однойменним романом Едіти Вортон - «Тіньові землі» – Вільям Ніколсон за його п'єсою                                  |
| Найкращі візуальні ефекти | Найкращий фільм іноземною мовою |
| - «Парк Юрського періоду» – Денніс Мурен, Стен Вінстон, Філ Тіпетт, Майкл Лантьєрі ★ - «Жах перед Різдвом» – Піт Козачик, Ерік Лейтон, Аріель Веласко Шоу, Гордон Бейкер - «Скелелаз» – Ніл Крепела, Джон Річардсон, Джон Бруно, Памела Іслі | - «Прекрасна епоха», реж. Фернандо Труеба ★ - «Весільний бенкет», реж. Енг Лі - «Прощавай, моя наложнице», реж. Чень Кайге - «Запах зеленої папаї», реж. Чан Ань Хунг - «Хедд Він», реж. Пол Тернер |
| Найкращий документальний повнометражний фільм | Найкращий документальний короткометражний фільм |
| - «Я обіцяю: Діти початкової школи Стентона» – Сьюзен Реймонд, Алан Реймонд ★ - «Діти долі: Життя і смерть в сицилійській сім'ї» – Сьюзен Тодд, Ендрю Янг - «Кімната війни» – Донн Алан Пеннебейкер, Кріс Хегедус - «На краще чи на гірше» – Девід Коллієр, Бетсі Томпсон - «Трансляційні стрічки доктора Пітера» – Девід Паперні, Артур Гінсберг                                                            | - «Захист нашого життя» – Маргарет Лазар, Реннер Вундерліх ★ - «Кровні узи: Життя і діяльність Саллі Манн» – Стівен Кантор, Пітер Спірер - «Курчата в білому атласі» – Елейн Холліман, Джейсон Шнайдер |
| Найкращий ігровий короткометражний фільм | Найкращий анімаційний короткометражний фільм |
| - «Шварцфарер» – Пепе Данкварт ★ - «Вниз на набережній» – Стейсі Тайтл, Джонатан Пеннер - «Гвинт» – Дідьє Фламан - «Голландський майстер» – Сьюзан Зайдельман, Джонатан Бретт - «Партнери» – Пітер Веллер, Яна Сью Мемель | - «Неправильні штани» – Нік Парк» ★ - «Могутня річка» – Фредерік Бек, Юбер Тісон - «Невеличка розмова» – Боб Годфрі, Кевін Болдуін - «Село» – Марк Бейкер - «Сліпий пейзаж» – Стівен Палмер |
| Найкраща музика до фільму | Найкраща пісня до фільму |
| - «Список Шиндлера» – Джон Вільямс» ★ - «Наприкінці дня» – Річард Роббінс - «Утікач» – Джеймс Ньютон Говард - «Фірма» – Дейв Грусін - «Епоха невинності» – Елмер Бернстайн | - «Streets of Philadelphia» – «Філадельфія» – музика та слова: Брюс Спрінгстін ★ - «Again» – «Поетична справедливість» – музика та слова: Джанет Джексон, Джиммі Джем і Террі Льюїс - «A Wink and a Smile» – «Несплячі в Сієтлі» – музика: Марк Шайман; слова: Ремсі Маклін - «Philadelphia» – «Філадельфія» – музика та слова: Ніл Янг - «The Day I Fall in Love» – «Бетховен 2» – музика та слова: Керол Байєр Сагер, Джеймс Інгрем, Кліф Магнесс |
| Найкращий звуковий монтаж | Найкращий звук |
| - «Парк Юрського періоду» – Гері Рідстром, Річард Хімнс ★ - «Скелелаз» – Вайлі Стейтмен, Грегг Бакстер - «Утікач» – Джон Левек, Брюс Стамблер | - «Парк Юрського періоду» – Гері Саммерс, Гері Рідстром, Шон Мерфі, Рон Джадкінс ★ - «Джеронімо: Американська легенда» – Кріс Карпентер , Даг Хемфілл, Білл В. Бентон, Лі Орлофф - «Скелелаз» – Майкл Мінклер, Боб Бімер, Тім Куні - «Список Шиндлера» – Енді Нельсон, Стів Педерсон, Скотт Мілан, Рон Джадкінс - «Утікач» – Дональд О. Мітчелл, Майкл Хербік, Френк А. Монтано, Скотт Д. Сміт                                                      |
| Найкраща робота художника-постановника | Найкраща операторська робота |
| - «Список Шиндлера» – артдиректор: Аллан Старскі; художник-декоратор: Ева Браун ★ - «Наприкінці дня» – артдиректор: Лучана Аррігі; художник-декоратор: Ян Віттакер - «Моральні цінності сімейки Адамсів» – артдиректор: Кен Адам; художник-декоратор: Марвін Марч - «Орландо» – артдиректор: Бен Ван Ос, Ян Рульфс - «Епоха невинності» – артдиректор: Данте Ферретті; художник-декоратор: Роберт Дж. Франко | - «Список Шиндлера» – Януш Камінський ★ - «Прощавай, моя наложнице» – Гу Чангвей - «У пошуках Боббі Фішера» – Конрад Голл - «Утікач» – Майкл Чепмен - «Фортепіано» – Стюарт Драйбург |
| Найкращий грим та зачіски | Дизайн костюмів |
| - «Місис Даутфайр» – Грег Канном, Ве Ніл, Йоланда Туссіенг ★ - «Список Шиндлера» – Крістіна Сміт, Метью В. Мангл, Джудіт А. Корі - «Філадельфія» – Карл Фуллертон, Алан Д'Анжеріо | - «Епоха невинності» – Габріелла Пескуччі ★ - «Наприкінці дня» – Дженні Біван, Джон Брайт - «Орландо» – Сенді Пауелл - «Список Шиндлера» – Анна Б. Шеппард - «Фортепіано» – Джанет Паттерсон |
| Найкращий монтаж | |
| - «Список Шиндлера» – Майкл Кан ★ - «В ім'я батька» – Джеррі Хемблінг - «Утікач» – Денніс Вірклер, Девід Фінфер, Дін Гудхіл, Дон Брошу, Річард Норд, Дов Хеніг - «Фортепіано» – Вероніка Дженет - «На лінії вогню» – Енн В. Коутс | |